# ギヨーム・シレム
ギヨーム・シレム（Guillaume Chilemme、1987年 - ）はフランスのヴァイオリニスト。
フランス国立オーヴェルニュ＝ローヌ＝アルプ管弦楽団コンサートマスター。妹はエベーヌ四重奏団ヴィオラ奏者のマリー・シレム。

## 経歴
３歳でヴァイオリンを始める。パリ国立高等音楽院でボリス・ガルリツキーとピエール＝ローラン・エマールにヴァイオリンと室内楽を学び、最優秀の成績で卒業したのち、ベルリンでステファン・ピカールとエッカール・ルンゲ、ザールブリュッケンでダヴィド・グリマルに師事。小澤征爾スイス国際アカデミーでは今井信子、パメラ・フランク、原田禎夫、小澤征爾らの教えを受けた。
2010年にロン＝ティボー国際音楽コンクールで第3位を受賞するほか、マチュー・ハンドシェヴェルカー、マリー・シレム、ブリュノ・ドルプレールとカヴァティーヌ四重奏団を結成し、2013年のバンフ国際弦楽四重奏コンクールで第2位を受賞。またピアニストのナタナエル・グーアンとのデュオではエリザベート王妃音楽大学でアルテミス四重奏団メンバーらに師事し、2010年のスウェーデン国際デュオコンクールで第1位、2014年のリヨン国際室内楽コンクールで第3位を受賞。
ラ・フォル・ジュルネ音楽祭、ロック・ダンテロン音楽祭、エクス＝アン＝プロヴァンス復活祭音楽祭、ソー公園オランジュリー音楽祭など数多くの音楽祭に招待されるほか、ルノー・カプソン、アドリアン・ラ＝マルカ、エドガー・モローとの四重奏ではアムステルダムのコンセルトヘボウ、ロンドンのウィグモア・ホール、ウィーン楽友協会などで演奏する。
2016年よりフランス国立オーヴェルニュ＝ローヌ＝アルプ管弦楽団のコンサートマスターを務めている。